# Jeanne Arth
Jeanne Arth (Saint Paul, 21 juli 1935) is een voormalig tennisspeelster uit de Verenigde Staten van Amerika.

## Loopbaan
Arth begon in 1952 met tennis op haar highschool in Saint Paul en daarna op de St. Catherine University. In het enkelspel bereikte zij één keer de finale, op het Eastern Grass Court-toernooi van South Orange in 1957.
In 1958 en 1959 won Arth driemaal een grandslamtitel in het damesdubbelspel. Met Darlene Hard won zij het US tenniskampioenschap 1958, en een jaar later wonnen ze samen ook het US tenniskampioenschap 1959, en het damesdubbelspeltoernooi van Wimbledon 1959. In 1959 vertegenwoordigde zij de Verenigde Staten op de Wightman Cup.
In 1971 nam Arth nog eenmaal deel aan het US Open, in alle drie disciplines – in het enkelspel verloor zij met 0–6 en 1–6 van Billie Jean King; in het gemengd dubbelspel bereikte zij, aan de zijde van landgenoot Ham Richardson, de kwartfinale.
Arth werd opgenomen in de Minnesota Tennis Hall of Fame (1979) en in de Minnesota Sports Hall of Fame (1986).

## Resultaten grandslamtoernooien
| Legenda | Legenda                          |
| ------- | -------------------------------- |
| g.t.    | geen toernooi gehouden           |
| l.c.    | lagere categorie                 |
| –       | niet deelgenomen                 |
| G       | uitgeschakeld in de groepsfase   |
| 1R      | uitgeschakeld in de eerste ronde |
| 2R      | uitgeschakeld in de tweede ronde |
| 3R      | uitgeschakeld in de derde ronde  |
| 4R      | uitgeschakeld in de vierde ronde |
| KF      | uitgeschakeld in de kwartfinale  |
| HF      | uitgeschakeld in de halve finale |
| F       | de finale verloren               |
| W       | het toernooi gewonnen            |
| w-v     | winst/verlies-balans             |

### Enkelspel
| toernooi        | 1957 | 1958 | 1959 |    | 1971 |
| --------------- | ---- | ---- | ---- | -- | ---- |
| Australian Open | –    | –    | –    | –  |      |
| Roland Garros   | –    | –    | 2R   | –  |      |
| Wimbledon       | –    | –    | 2R   | –  |      |
| US Open         | 1R   | HF   | 3R   | 1R |      |

### Vrouwendubbelspel
| toernooi        | 1958 | 1959 |    | 1971 |
| --------------- | ---- | ---- | -- | ---- |
| Australian Open | –    | –    | –  |      |
| Roland Garros   | –    | 3R   | –  |      |
| Wimbledon       | –    | W    | –  |      |
| US Open         | W    | W    | 1R |      |

### Gemengd dubbelspel
| toernooi        | 1959 |      | 1971 |
| --------------- | ---- | ---- | ---- |
| Australian Open | –    | g.t. |      |
| Roland Garros   | 1R   | –    |      |
| Wimbledon       | –    | –    |      |
| US Open         | –    | KF   |      |